# Party Sequence
«Party Sequence» (с англ. — «Эпизод на вечеринке») — инструментальная композиция группы Pink Floyd с альбома 1969 года More — саундтрека к фильму Барбета Шрёдера «Ещё» (More). Представлена на первой стороне LP седьмым по счёту треком. Композиция «Party Sequence» написана всеми участниками группы, в основе композиции лежит мелодия, исполняемая тростниковым духовым инструментом в сопровождении ударных.

## Фильм «Ещё»
Композиция «Party Sequence» была написана для сцены ночной вечеринки хиппи на Ибице. В ней Стефан встречается с Эстеллой, знакомится с её подругой, под музыку «Party Sequence» хиппи развлекаются, танцуют и курят. После двухминутного непрерывного исполнения композиция звучит фрагментами, записанными в разном темпе, во время которых Стефан и Эстелла ссорятся, а затем мирятся, уединившись в комнате. Утром Стефан просыпается один, Эстелла уже ушла, он выходит на улицу — от «Party Sequence» остаются только звуки бонго в замедленном темпе. В фильме «Ещё» звучит другой вариант композиции, отличный от альбомной версии, в том числе и по длительности. Композиция, звучащая в картине, продолжительнее записанной на альбоме.

## Участники записи
- Ник Мейсон — ударные;
- Линди Мэйсон — дудочка.